# Arundinella hispida
Arundinella hispida är en gräsart som först beskrevs av Carl Ludwig von Willdenow, och fick sitt nu gällande namn av Carl Ernst Otto Kuntze. Arundinella hispida ingår i släktet Arundinella och familjen gräs.
Artens utbredningsområde är Taiwan. Inga underarter finns listade i Catalogue of Life.